# لیودمیلا شماتکو
لیودمیلا شماتکو (اوکراینی: Людмила Дмитрівна Шматко؛ زادهٔ ۲۵ اکتبر ۱۹۹۳) بازیکن فوتبال اهل اوکراین است.